# Der Stürmer (groupe)
Cet article concerne le groupe musical grec. Pour le journal allemand, voir Der Stürmer.
Der Stürmer est un groupe grec appartenant à la scène National socialist black metal (NSBM). Il s'agit d'une des formations les plus connues dans ce genre.
Le nom du groupe est dérivé du journal de propagande nazi Der Stürmer, fondé en 1923 par Julius Streicher.
Le 1er janvier 2022, l'un des leaders du groupe, Hjarulv Henker, meurt d'une crise cardiaque, remettant en cause la pérennité du groupe. 

## Histoire du groupe
Le groupe s'est formé en 1998 par Jarl von Hagall (Nick Giohalas), Commando Wolf et Hjarulv Henker (Isidoros Galanis), dans un but avant tout idéologique, et non musical, l'idée étant de promouvoir les valeurs Nationales-socialistes au sein du black metal underground,. Le groupe décrit Streicher comme un modèle du national-socialisme :

« We took it from the infamous anti-jewish newspaper that existed in Germany, edited by Julius Streicher, an example of a True National Socialist Fighter. His life ended on the Judaic ropes of the joke known today as the "Nuremberg trial" »

Le nom original du groupe était Herrenblut. Leurs influences initiales sont des groupes comme Capricornus, Spear of Longinus, Schwarze Sonne, Morke, Lord of Evil / WAR 88, Abs Conditus, Absurd, mais aussi des groupes de Rock anticommuniste comme No Remorse (en), Skullhead, Svastika, Macht & Ehrre, Landser, Crâne SS, Razors Edge et certaines formations de Hatecore (du hardcore néo-nazis).
Leur premier album The Blood Calls for W.A.R date de 2001, on y retrouve Keádas de Naer Mataron en tant qu'invité. Le groupe devient vite célèbre dans la scène NSBM pour ses textes ouvertement racistes, nazis, antisémites, et multiplie les « splits » avec des groupes aux idéaux similaires comme Capricornus, WAR 88 ou Totenburg.
En outre, le groupe participe à diverses compilations NSBM telles que The Night And The Fog Part II - Hammer of National Socialist Black Metal, compilation fondatrice de l'étiquette en question. Il rejoint aussi un groupuscule d'extrême droite, le Pagan Front (regroupant des groupes comme Graveland, Kataxu, Absurd, etc.).
Le chanteur Giohalas est apparu à plusieurs reprises à des événements d'extrême droite en tant que conférencier, comme en 2005 et 2007 en Allemagne. Quant à Commando Wolf (qui a quitté le groupe en 2014), il dirige le label Totenkopf Propaganda, label NSBM sur lequel le premier album du groupe français Ad Hominem est sorti en version cassette.
Le 1er février 2008, Der Stürmer participe à une mini tournée avec Absurd, Satanic Warmaster et Goatmoon à Tampere et Turku, en Finlande. L'événement est organisé par le Pagan Front ; cette tournée se nomme Carelian Pagan Madness, en référence à l'EP Thuringian Pagan Madness du groupe Absurd. La tournée a fait beaucoup de bruit, les médias finlandais se sont enflammés (télévision, presse écrite), des groupes antifascistes ont mis en garde les citoyens sur la présence de ces concerts, qui ont dû être déplacés en conséquence. Aucune date n'a finalement été maintenue et la tournée a été annulée. Les articles de presse ont ensuite été collectés pour illustrer une version vinyle de cette tournée.
En Allemagne, en raison de la l'interdiction des symboles nazis, tous les articles du groupe sont vendus sous l'alias « Der Sturm ». La plupart de leurs albums sont mis à l'index par les autorités. À titre d'exemple, l'album The Blood Calls for WAR a été interdit en 2004 par l'Agence fédérale pour les médias nuisibles aux jeunes (de) (Bundesprüfstelle für jugendgefährdende Medien).

## Idéologie
Le groupe affirme clairement que son projet est avant tout un projet idéologique, et non un projet musical.
Ses membres souhaitent qu'un « ordre mondial aryen » émerge des ruines de « l'ancien monde ». Son idéologie s'apparente au mouvement Néonazisme, son ennemi principal étant le judaïsme. À de rares exceptions, la plupart des chansons de Der Stûrmer traitent du national-socialisme et de sa glorification. Les textes sont écrits exclusivement en anglais, mais certains titres ont des noms allemands (parfois grammaticalement incorrects) tels que : Adolf der Große, Bis in den Tod!, Sieg Heil Vaterland, Der Kakenkreutz ou Ein Volk, ein Reich, ein Führer.

## Discographie

### Démos
- 1999 : Europa Erwache!
- 2000 : Siegtruppen
- 2000 : Démo inédite

### Albums
- 2001 : The Blood Calls for W.A.R. (interdit le 31 décembre 2004[11])
- 2006 : A Banner Greater Than Death  (interdit le 31 octobre 2014)
- 2008 : Bloodsworn (interdit le 31 juillet 2011)
- 2010 : Carelian Pagan Madness (Live)
- 2010 : Transcendental Racial Idealism (interdit le 5 février 2014[12])
- 2018 : Hail to Finland (album live, interdit le 5 mars 2019)

### EPs
- 2002 : Iron Will and Discipline
- 2013 : Areifatoi

### Splits
- 2003 : Polish-Hellenic Alliance Against Z.O.G. (avec Capricornus)
- 2004 : Der Stürmer / Galgenberg (interdit le 31 août 2011[13])
- 2004 : Once and Again Plundering the Zion (avec WAR 88)
- 2005 : Arghoslent / Mudoven / The Striker (split EP)
- 2007 : Si Vis Pacem, Para Bellum (avec Totenburg)
- 2007 : Those Who Want to Create... Must Have the Will to Destroy! (avec Evil et Nacht und Nebel)
- 2013 : Der Stürmer / Wehrhammer
- 2016 : Kansojen hävittäjä / Crushing the Maccabees (EP, avec Goatmoon, indexé)
- 2016 : Unica Fede - Unica Volonta (Live au Hot Shower, avec Evil)
- 2016 : Long Journey to the Truth / Night and Fog over Finlandia (EP, avec Via Dolorosa)
- 2016 : Der Stürmer / Auschwitz Symphony Orchestra (split CD, indexé)
- 2016 : Der Stürmer / Malsaint / Blutkult (split CD, indexé)